# Late wilgenvouwmot
De late wilgenvouwmot (Phyllonorycter pastorella) is een vlinder uit de familie mineermotten (Gracillariidae). Hij komt voor op Populus alba, Populus nigra, Salix alba, Salix babylonica, Salix x fragilis, Salix lanata, Salix pentandra, Salix purpurea, Salix x salamonii, Salix triandra, Salix viminalis.

## Kenmerken
Ze creëren een grote, onderzijdige vouwmijn met één scherpe vouw. De cocon wordt gevormd in de mijn, waar de verpopping plaatsvindt. De frass wordt aan het ene uiteinde van de mijn afgezet, terwijl aan het andere uiteinde de cocon wordt gevormd.

## Voorkomen
De soort komt voor in Europa.

## Taxonomie
De wetenschappelijke naam is voor het eerst geldig gepubliceerd in 1846 door Philipp Christoph Zeller.